# مارسيل أندريه
مارسيل أندريه (بالفرنسية: Marcel André)‏ هو ممثل فرنسي، ولد في 2 يناير 1885 بباريس في فرنسا، وتوفي بنفس المكان في 13 أكتوبر 1974.

## وصلات خارجية
- مارسيل أندريه على موقع IMDb (الإنجليزية)
- مارسيل أندريه على موقع ألو سيني (الفرنسية)
- مارسيل أندريه على موقع أول موفي (الإنجليزية)
- مارسيل أندريه على موقع قاعدة بيانات الأفلام السويدية (السويدية)
- مارسيل أندريه على موقع قاعدة بيانات الفيلم (الإنجليزية)
- مارسيل أندريه على موقع كينوبويسك (الروسية)